# Autodrome Saguenay
L'Autodrome Saguenay était un circuit de course automobile ovale de 536 m (1/3 de mille) situé dans l'ancienne ville de Chicoutimi, aujourd'hui Saguenay au Québec (Canada). L’autodrome appartient actuellement à la compagnie Gazon Savard qui a acheté celle-ci lors de sa fermeture en 2006. Le nouveau propriétaire (Charlene Hall) avait acheté l’autodrome afin d’y assurer la fermeture, dû au bruit qui la dérangeait grandement.

## Histoire

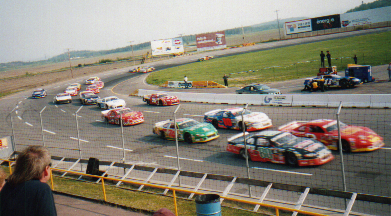
Saguenay

La piste, telle qu'elle était à sa fermeture en 2006 datait de 1994. Mais les origines de compétitions automobiles sur le même site remonterait à 1966 et l'endroit aurait connu différentes configurations jusqu'en 1974.
De 1994 à sa fermeture, l'autodrome a changé de nom et de propriétaires à quelques reprises.
La série nationale Castrol y a présenté deux épreuves à sa saison inaugurale en 2005.
Malgré quelques rumeurs de rachat et de réouverture, le site est resté fermé depuis 2006.

## Vainqueurs des courses de la Série nationale Castrol
- 4 juin 2005 Sylvain Lacombe
- 17 septembre 2005 Donald Theetge

## Vainqueurs courses NEPSA
- 23 mai 1999 Mike Rowe
- 14 août 1999 Kenny Wright

## Vainqueur courseCASCARSuper Series East
- 3 juillet 2000 Don Thomson, Jr.